# Khalid Sheikh Mohammed
Khalid Sheikh Mohammed (arabiska: خالد شيخ محمد; också transkriberat Khalid Shaikh Mohammed), född 1 mars 1964 eller 14 april 1965 i Pakistan, är en pakistansk-kuwaitisk man som utpekats som terrorist och massmördare. Det hävdas att han hade en nyckelroll i 11 september-attackerna då han har kallats för "hjärnan bakom attentaten". Han misstänks även ligga bakom bland annat bombningen av World Trade Center 1993 och bombdåden på Bali 2002.
Khalid greps av ISI under en razzia i Rawalpindi den 1 mars 2003 efter ett samarbete med amerikanska säkerhetstjänster. Han överlämnades till USA som förvarade honom i ett hemligt fängelse fram till september 2006 innan han flyttades till Guantánamobasen. I mars 2007 meddelade Pentagon att Khalid (efter att ha utsatts för tortyr) erkänt att han varit al-Qaidas operative ledare för dessa dåd, med ansvar för bland annat organisering och planering. Han skall ha klarat av mer än två minuter av tortyrmetoden skendränkning innan han erkände allt han anklagats för, vilket anses vara ovanligt länge.
Khalid åtalades den 11 februari 2008 för brott mot krigets lagar och mord och riskerar att dömas till döden om han förklaras skyldig. Den 31 juli 2024 undvek Khalid Sheikh Mohammed en rättegång med dödsstraff, i utbyte mot livstids fängelse.
Khalid Sheikh Mohammed är farbror till Ramzi Yousef, som medverkade i planeringen av bombningen av World Trade Center 1993.